# Girolamo De Mari
Girolamo De Mari, né en 1644 à Gênes et mort en 1702 à Gênes, est un homme politique italien, 135e doge de Gênes du 3 juin 1699 au 3 juin 1701.